# Карросера
Карросера (ісп. Carrocera) — муніципалітет в Іспанії, у складі автономної спільноти Кастилія-і-Леон, у провінції Леон. Населення — 555 осіб (2010).
Муніципалітет розташований на відстані близько 310 км на північний захід від Мадрида, 25 км на північний захід від Леона.
На території муніципалітету розташовані такі населені пункти: (дані про населення за 2010 рік)
- Бенльєра: 93 особи
- Карросера: 58 осіб
- Куевас-де-Віньяйо: 8 осіб
- Отеро-де-лас-Дуеньяс: 258 осіб
- П'єдрасеча: 20 осіб
- Сантьяго-де-лас-Вільяс: 56 осіб
- Віньяйо: 62 особи

## Демографія
Динаміка населення (INE ):